# 소경도항
소경도항(小鏡島港)은 전라남도 여수시 경호동, 소경도 섬에 있는 어항이다. 2007년 8월 8일 어촌정주어항으로 지정하여 관리하고 있다. 시설관리자는 여수시장이다.

## 어항 구역
- 수역: 북위 34°42′20″, 동경 127°42′42″의 지점에서 N10°E방향으로 100m점과 이 점에서 N55°W방향으로 300m점과 이 점에서 S10°W방향으로 육지부를 연결하는 선을 따라 형성된 공유수면[1]

## 어항 시설
- 방파제 142m, 선착장 102m, 부잔교 2기

## 기본 계획
- 방파제 182m, 선착장 102m, 부잔교 2기[1]

## 정비 계획
- 방파제 40m[2]

## 주요 어종
- 갯장어, 낙지